# Paulo Rogério Martins de Barros
Paulo Rogério Martins de Barros (, ) é um lutador de jiu-jitsu brasileiro.
Em 24 de julho de 2013 tornou-se campeão mundial de jiu-jitsu olímpico na categoria super pesado.